# Vadócz Péter
Vadócz Péter (Budapest, 1978. április 20. –) Európa-díjas (Prix Europa) és MIPCOM-díjas (Cannes) rendező, forgatókönyvíró, operatőr, vágó, producer.
Rendező-tehetségként részt vett a Berlin Angel’s Day-en és a 1. Sarajevo Talent Campus-on.

## Fontosabb díjak (időrendben)
- 5. Open Film Fesztivál 2002. (Budapest) – a Legjobb forgatókönyv díja az Emberke kalandjai c. forgatókönyvért.[2]  Zsűri: Németh Gábor, Hazai Attila, Orsós László Jakab, Durst György, Kőszegi Edit
- MAFSZ-kikötéses pályázat 2003. (Budapest) – Különdíj az Egypercesek c. filmért.
- 10. Országos Diákfilmszemle 2003. (Budapest) – a Pesti Est „Kimagasló művészi teljesítményért”-díja a Piros pöttyös c. animációs filmért.
- 33. Dunántúli Függetlenfilm Szemle 2003. (Balatonalmádi) – Különdíj az Egypercesek c. filmért.
- 24h Filmfesztivál 2004. (Szekszárd) – 3. hely az Európa werk c. filmért. Zsűri: Jancsó Miklós, Makk Károly, Fekete Ibolya, Pados Gyula
- 5. Audiovisual Festival for Young Filmmakers 2005. (Baku, Azerbajdzsán) – „For the original decision award” az Európa werk c. filmért.
- Sansevieria Film Festival 2005. (Ohio, USA) – A legjobb grafikai hatás díja a Miért nem fociznak a lányok? c. filmért.
- 1. Sansevieria Film Festival 2005. (Ohio, USA) – Legjobb színésznő díja Tóth Barbarának, Vadócz Péter: Sophie c. filmjében.
- 1. Göcsej Filmszemle 2005. (Zalaegerszeg) – Kisjátékfilm kategória 2. hely a Viszonyok c. filmért.[3]
- 1. Göcsej Filmszemle 2005. (Zalaegerszeg) – a Legjobb forgatókönyv díja a Sophie és a Viszonyok c. filmekért.
- 4. Irpen Film Festival 2006. (Ukrajna) – a Legjobb kísérleti film díja a Shaking Life c. filmért.[4]
- 9. Sabina Film Festival 2006. (Mompeo, Olaszország) – a 3. helyezett kísérleti film díja a Shaking Life c. filmért.
- 2. Sansevieria Film Festival 2006. (Ohio, USA) – a Legjobb grafikai hatás díja a Shaking Life c. filmért.
- 20. Prix Europa (Berlin, Németország) – Fődíj – Spot kategória, a Német Külügyminisztérium támogatásával, a Colorful EU c. filmnek (itt még munkacímen: „– „50 YEARS, 50 COLOURS, 50 SECONDS”.[5][6]
- 2. Nokia Filmfesztivál 2006. (Budapest) – Fődíj a Colorful EU c. filmért.

Zsűrielnök: Sándor Pál, zsűritagok: Bakos Gábor, Szabó Gábor, Kálmánchelyi Zoltán, Márta István és mások.
- 1. Kinofest 2007. (Bukarest, Románia) – „The Best Micromovie award” a Colorful EU c. filmért.
- 8. @RC 2007. (Budapest) – a(z egyperces filmpályázat) Legeredetibb ötlet díja a Colorful EU c. filmért.

Zsűri: Geszti Péter, Bakos Gábor, Rohonyi Gábor, Bollók Csaba, Csukás Sándor, Lovas Balázs, Galambos Péter
- 3. Sansevieria Film Festival 2007. (Ohio, USA) – „Homer E. Rae Excellence in Filmmaking Award” a Colorful EU c. filmért.[7]
- 3. Göcsej Filmszemle 2007. (Zalaegerszeg) – Eredeti képi látásmód / Vizuális effekt különdíj a Colorful EU c. filmért.
- 23. MIPCOM 2007. (Cannes, Franciaország) – „Best film shot on mobile device”-díj a Colorful EU c. filmért.[8]
- 5. Irpen Film Festival 2007. (Ukrajna) – a 3. helyezett kísérleti film díja a Colorful EU c. filmért.
- European Vibes 2007. (Koppenhága, Dánia) – Fődíj (videó)[9]
- 3. MobiFest 2008. (Torontó, Kanada) – Fődíj a Mobile Postcard c. filmért.
- 5. OneMinute Filmfesztivál 2008. (Aarau, Svájc) – a Legjobb kísérleti film díja a Colorful EU c. filmért.
- Brescello Film Festival 2008. (Brescello, Olaszország) – a Fesztivál művészeti vezetőjének különdíja a Colorful EU c. filmért.
- 5. Animateka 2008 (Ljubljana, Szlovénia) – AnimaWeb fődíj a Mobile Postcard c. filmért.
- 5. Göcsej Filmszemle 2009. (Zalaegerszeg) – Különdíj a Mobile Postcard c. filmért.
- 7. Irpen Film Festival 2009. (Ukrajna) – a Legjobb kísérleti film díja a Mobile Postcard c. filmért.
- Babegum Metropolis Art Prize 2009. (New York, USA) – Különdíj a Colorful EU c. filmért. Zsűrielnök: Isabella Rossellini[10]
- Initiative Filmkunst 2009. (Aschaffenburg, Németország) – Fődíj a Colorful EU c. filmért.[11]
- 4. MobiFest 2009. (Torontó, Kanada) – a Zsűri különdíja a Twins c. filmért.
- Festival do Minuto 2010. (Sao Paolo, Brazília) – „Honorable Mention” a Matera c. filmért.[12]
- DotFest 2010. (Svájc) – Közönségdíj a Rhodes Experimental és a Matera c. filmekért.[12]
- MOFILM Wal-Mart contest 2010. (USA) – Runner-up prize az American Dream c. filmért (animáció: Marina Moshkova)
- 3. CinePocket Mobil Filmfesztivál 2010. (Brüsszel, Belgium) – Fődíj a Colorful EU c. filmért.[13]
- 18. AnimaMundi 2010. (Rio de Janeiro, Brazília) – Fődíj a Web&Cell kategóriában (a zsűri szakmai díja) a Colorful EU c. filmért.[14]
- PÖFF – Black Nigths Film Festival 2010. (Tallin, Észtország) – Nokia mobile competition 2. hely a Colorful EU c. filmért.
- 7. CICDAF 2010. (Shanghai, Kína) – az Internet- és Mobilfilm kategória fődíja (Golden Cartoon) a COLORFUL EU c filmért.[15]
- TH!NK5:Water! 2011. (Lisszabon, Portugália) – az Európai Újságíró Központ díja a Clear Water c. filmért[halott link].
- Arc-Kép-Más Pocket Filmfesztivál 2012. (Székesfehérvár) – Fődíj és Különdíj a Colorful EU és a Clear Water c. filmekért.
- Movilfirst 2013. (Budapest) – EME Award a legjobb mobiltelefonos dokumentumfilmnek a Vintage Bazaar c. filmért.
- LumiaXNatGeo (a Nokia és a National Geographic) 2014. Fotóverseny díja Stephen Alvarez vezetésével.[16]
- Action4Climate Dokumentumfilm Fesztivál 2014. (Velence, Olaszország) – Vimeo prize az Upcycling c. filmért.

Zsűrielnök: Bernardo Bertolucci, zsűritagok: Atom Egoyan, Mira Nair, Marc Forster, Rose Kuo, Rachel Kyte, Fernando Meirelles, Bob Rafelson, Walter Salles, Pablo Trapero, Mika Kaurismaki, Wim Wenders
- 6. Skopje Mobilfilm Fesztivál 2015. (Macedónia) – a Legjobb eredeti ötlet díja a Ciao Bella c. filmért.[17]
- 7. TakaVoir Mobilfilm Fesztivál 2016. (Niort, Franciaország) – Fődíj (Grand Prix du Jury) és Közönségdíj (Prix des internautes de la Nouvelle République) a Ciao Bella c. filmnek.[18]
- Cinemira Gyerekfilmfesztivál 2018. (Budapest) – 2. hely a Koc©kaland c. filmért (Kelemen Flórával).[19]
- Magenta Mobilfilm Fesztivál 2020. (Budapest) – a Zsűri elnökének különdíja a Ciao Bella c. filmért.[20]
- Quarantine Film Challenge 2020. (India) – a Szakmai kategória különdíja a Mission COVID-19 c. filmért.
- 11. Bujtor István Filmfesztivál 2020. (Balatonszemes) – a Zsűri szakmai díja a Mission COVID-19 c. filmért.[21] Zsűrielnök: Janisch Attila

### További döntős filmek (válogatás)
- 1. Prix Visionica 2007. (Wroclaw, Lengyelország) - CoE Spot (46 Members, 800 Millions of Europeans, One Europe), Produced by Council of Europe, France.[22]
- CFC WorldWide Mobile Contest 2009. (Kanada) a Mobile Postcard c. film shortlist-en (első 10-ben).
- Pangea Day Nokia Mobile Filmmaking Award 2008. (online) 2000 filmből az első 20-ba jutott film.
- Creative Heads – Cannes Lions 2010. (Cannes, Franciaország) 3000 filmből, az első 25-ben (majdnem nyertes) a Colorful EU c. film.[23]
- TVE-Biomovies 2011 (London, Anglia) - a Clear Water c. film döntős, ennek kapcsán vetítették a 2012-es Durban-i Klímakonferencián.
- CFC WorldWide Mobile Contest 2011. (Kanada) a Mobile Werk c. film shortlist-en[24] (első 10-ben).
- BuSho - Azyl ÉletREklám 2011. (Budapest) – a Colorful EU c. film shortlist-en (első 10-ben). Zsűri: Xantus János, Bollók Csaba, Gábeli Tamás, M. Tóth Géza
- 13. Circuito Off – Mostra di Venezia 2012 (Velence, Olaszország) - Matera, Twins és a Colorful EU c. filmek döntősök[25][26] (3 film a 23 döntős között).

## További (fontosabb) vetítések, előadások, szakmai jelenlét
- Sajtótájékoztató a budapesti Német Nagykövetségen, a nagykövettel együtt + a Colorful EU c. film vetítése. 2006.
- Előadás az Európa Parlamentben 2007. (Brüsszel, Belgium), Susanne Hoffmannal a Prix Europa igazgatójával a Kulturális sokszínűség napján + a Colorful EU c. film vetítése.
- 24. MIPCOM 2008. (Cannes, Franciaország) – előadó + a Mobile Postcard c. film vetítése
- Times Square 2009. (NYC, USA) – a Colorful EU c. filmet vetítették a CNN-képernyőjén a Babegum Metropolis Art Prize – Special Mention (zsűrielnök: Isabella Rossellini) kapcsán.[27]
- Nokia N8 Producer 2011.
- COP17-Durban-i Klímakonferencia 2011. (Durban, Dél-afrikai Köztársaság)
- Official Magisto Maker 2014.
- Times Square 2014. (NYC, USA) – a Vintage Bazaar c. filmet vetítették az Action4Climate Dokumentumfilm Fesztivál 2014. (Velence, Olaszország) kapcsán.

## Filmek (válogatott lista)
- Oneminutes (1999. / 5 perc, Magyarország)
- Április 11. (2000. / 23 perc, Magyarország)
- Red Dotted (2002. / 2 perc, animáció, Magyarország)
- Love Affairs (2003. / 6 perc, Magyarország)
- Sophie (2003. / 3 perc, Magyarország)
- Europa Werk (2004. / 3 perc, Magyarország)
- Sassi (2004. / 2 perc, Olaszország)
- Why don’t girls play football? (2005. / 2 perc, animáció, Magyarország)
- Shaking Life (2005 / 3 perc, animáció, Magyarország)
- Colorful EU (2006. / 2 perc, animáció, Magyarország)
- CoE Spot (46 Members, 800 Millions of Europeans, One Europe) (2007. / 2 perc, animáció, Franciaország, Producer: Council of Europe)
- Twins (2009. / 2 perc, animáció, Olaszország)
- Mobile Postcard (2008. / 3 perc, animáció, Olaszország)
- Matera (2009. / 2 perc, animáció, Olaszország)
- Rhodes Experimental (2009. / 2 perc, animáció, Görögország)
- American Dream (2010. / 2 perc, animáció, Magyarország/Oroszország/India / animáció: Marina Moshkova)
- Spiaggia (2010. / 3 perc, Olaszország)
- Escape Velocity (2010. / 3 perc, Magyarország)
- Zero Gravity (2010. / 2 perc, Magyarország)
- Mobile Werk (2011. / 2 perc, Magyarország)
- Clear Water (2011. / 1 perc, Magyarország)
- Sono Qui (2011. / 8 perc, Olaszország)
- Touch Sono Qui (2011. / 5 perc, Olaszország)
- RGB-Bubbles ’78 (2011. / 2 perc, Magyarország)
- Geeks (2011. / 2 perc, Magyarország)
- Global Warming (2012 / 1 perc, Olaszország)
- Homo Internettus Cinemadamaricus (2012. / 7 perc, Olaszország)
- Torna al Mare (2012. / 5 perc, Olaszország)
- Upcycling (2013. / 3 perc, Magyarország)
- VintageBazaar.hu (2013. / 5 perc, Magyarország)
- Re+Concept (2014. / 5 perc, Magyarország)
- Ciao Bella (2015. / 3 perc, Olaszország)
- Lélekfa (2015. / 5 perc, Magyarország)
- Italian Moodcard (2016. / 1 perc, animáció, Olaszország)
- Missing Harmony (2016. / 1 perc, Magyarország)
- Emmanuel (r.: Giorgia Palmucci) (2017. / 6 perc, Olaszország)
- Elementi (2017. / 4 perc, animáció, Olaszország)
- Frammenti di Vita (2017. / 8 perc, Olaszország)
- Rimpiattino (2018. / 8 perc, Olaszország)
- Koc©kaland (w/Kelemen Flóra) (2018. / 1 perc, animáció, Magyarország)
- La vita è... (2018. / 7 perc, Olaszország)
- 9.7 (2018. / 1 perc, Olaszország)
- One morning I got up… (2018. / 1 perc, Olaszország)
- Giocando (2019. / 3 perc, Olaszország)
- Mission COVID-19 (2020. / 2 perc, Magyarország)

## Egyéb filmek (válogatás)

### ASzínház- és Filmművészeti Egyetemmegbízásából mini-portréfilmek és interjúk
készítése a Színházrendező – fizikai színházi koreográfus-rendező osztály (2009-2014) tagjairól (osztályvető tanárok: Horváth Csaba, Lukács Andor)
- Hegymegi Máté kisfilm / interjú
- Horkay Barnabás kisfilm / interjú
- Simányi Zsuzsa kisfilm / interjú
- Widder Kristóf kisfilm / interjú
- Gyöngy Zsuzsa  kisfilm / interjú
- Zsíros Linda kisfilm / interjú
- Táborosi Margaréta kisfilm / interjú
- Pallag Márton kisfilm / interjú
- Kiss Anikó kisfilm / interjú
- Varga Kriszta kisfilm / interjú
- Nagy Norbert interjú
- +1 videóajánló Jeles András: Haikuk c. előadásához (2013)

### A budapestiKatona József Színházmegbízásából készített filmek[29]
- Farsang
- Katona József Színház - ifjúsági program
- K:ulka[30]
- Katona Klub: ORIGÓ
- K:antin
- Nordost
- A nép ellensége
- Nyaralás
- Woyzeck-etüdök (a Katona József Színház ifjúsági programjának előadása)
- Pinokkió

### Interjúk a székesfehérváriVörösmarty Színházszínművészeivel
- Krisztik Csaba (videó1, videó2)
- Blaskó Borbála (videó)
- Závodszky Noémi (videó1, videó2)
- Rovó Tamás (videó)
- Hirtling István (videó1, videó2)
- Kelemen István (videó)
- Makranczi Zalán (videó)
- Varga Mária (videó)
- Sághy Tamás (videó)
- Andrássy Máté (videó)